# Kuchabal, Muddebihal
Kuchabal là một làng thuộc tehsil Muddebihal, huyện Bijapur, bang Karnataka, Ấn Độ.